# Bonaventure Laurens
Pour les articles homonymes, voir Laurens.
Bonaventure Laurens, né le 14 juillet 1801 à Carpentras, mort le 28 juin 1890 à Montpellier, était ce que certains ont appelé un « esprit universel », s'étant notamment illustré comme peintre, aquarelliste, lithographe, mais aussi musicien, archéologue, géologue et théoricien.

## Biographie
Aîné de cinq enfants, fils d'un père un peu bohème, Jean Joseph Bonaventure Laurens embrasse dès ses 17 ans la carrière administrative à la sous-préfecture de Carpentras. Cette carrière, entrecoupée d’un séjour parisien de quelques mois en 1825 afin d’approfondir ses connaissances artistiques, le conduira à Montpellier en 1829. Après quelques années au poste de premier commis à la recette principale de la ville, il sera nommé « secrétaire - agent comptable » à la Faculté de Médecine, poste qu’il occupera de 1835 jusqu’à sa retraite en 1867. Considéré comme une des grandes figures de l’administration facultaire, une salle de cours porte aujourd’hui son nom au bâtiment historique de la Faculté de Médecine. Bénéficiant d’un grand logement de fonction au dernier étage de la Faculté, il y installe un atelier de peinture et de musique dans un endroit pittoresque où sont visibles les anciens mâchicoulis du bâtiment historique. C’est en ce lieu qu’il reçoit Franz Liszt en 1844.
Musicien, grand amateur de musique, il est en contact avec les grands compositeurs de son temps (Mendelssohn, Schumann, Brahms, etc.) et participe à la redécouverte de Bach. Il a aussi découvert le manuscrit d'Elzéar Genêt, Il Carpentrasso, compositeur du XVIe siècle, attaché au Pape à Rome.

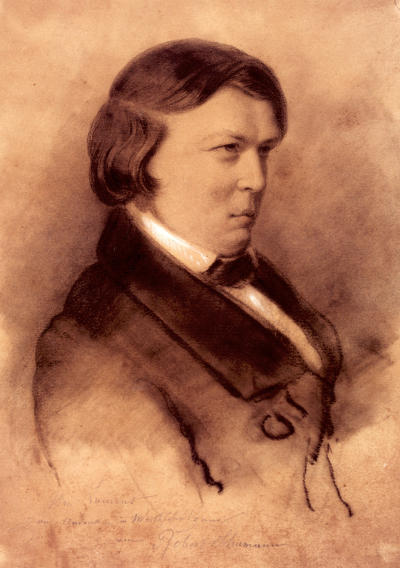
Robert Schumann
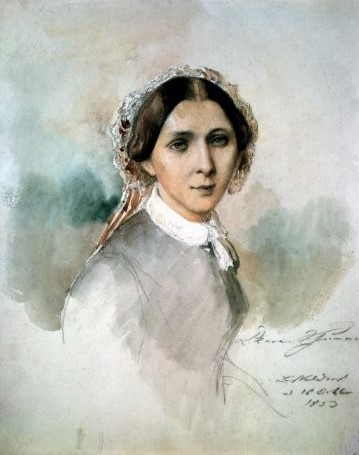
Clara Schumann
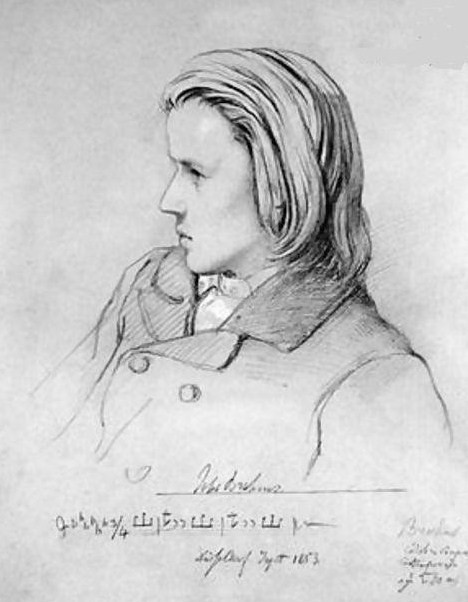
Johannes Brahms

Il fut un collaborateur de Félix Danjou pour la Revue de la musique religieuse, populaire et classique.
Peintre, dessinateur et aquarelliste autodidacte, son talent le fait reconnaître et il participe en tant que lithographe à plusieurs publications, notamment, dès 1835, aux Voyages pittoresques et romantiques de l'ancienne France du Baron Taylor et de Charles Nodier, ainsi qu'aux Monuments du Bas-Languedoc et à l'album du chemin de fer de Lyon à la Méditerranée.
Il publie aussi ses souvenirs de voyages à Majorque qui auraient inspiré George Sand pour Un hiver à Majorque.
Il est l'auteur d'un ouvrage théorique, Essai sur la théorie du beau pittoresque et les applications de cette théorie aux arts du dessin, où il exprime son attachement au néo-classicisme face au réalisme. En 1864 enfin, il publie un Album des Dames, comprenant vingt-cinq portraits de femmes avec poèmes et pièces de musique.

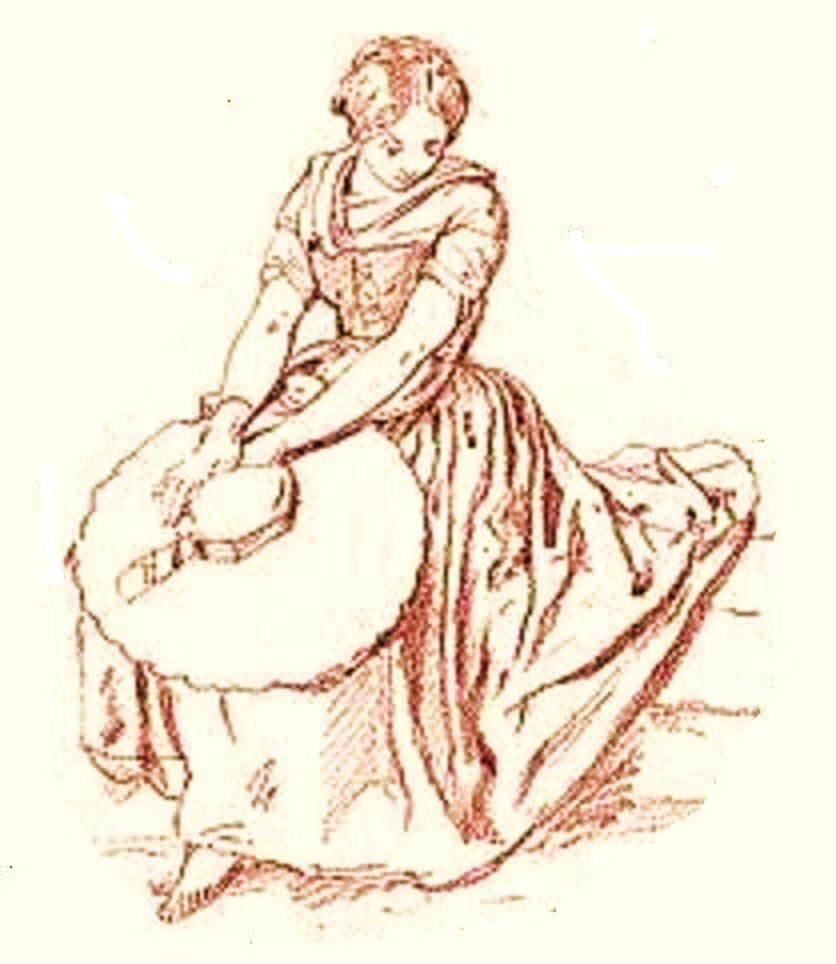
Comtadine en costume du XIXe siècle à l'Inguimbertine de Carpentras

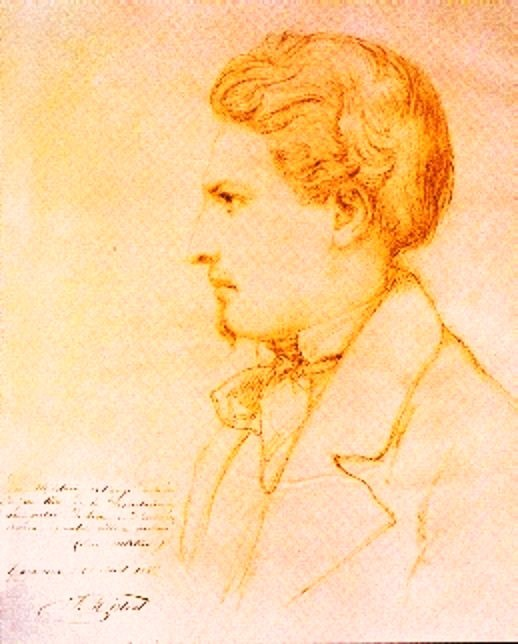
Premier portrait connu de Frédéric Mistral, 18 juillet 1852, à Tarascon

Bonaventure a côtoyé de nombreux artistes peintres et sculpteurs (Ingres, Pradier, Corot, Cabanel), et a participé au mouvement provençaliste incarné par Frédéric Mistral.
Il a aidé et soutenu la carrière de peintre de son jeune frère, Jules Laurens (1825-1901).
La Bibliothèque Inguimbertine et les musées de Carpentras conservent une grande quantité de dessins et aquarelles sur tout le grand sud de la France qui constituent une source de première importance pour connaitre le paysage de ces régions au XIXe siècle.La bibliothèque conserve également un grand nombre de partitions musicales (dont un original de Johann Sebastian Bach), reflet de la carrière musicale et organistique de Laurens.

Arlésiennes au temps de Daudet et Bizet par Bonaventure Laurens
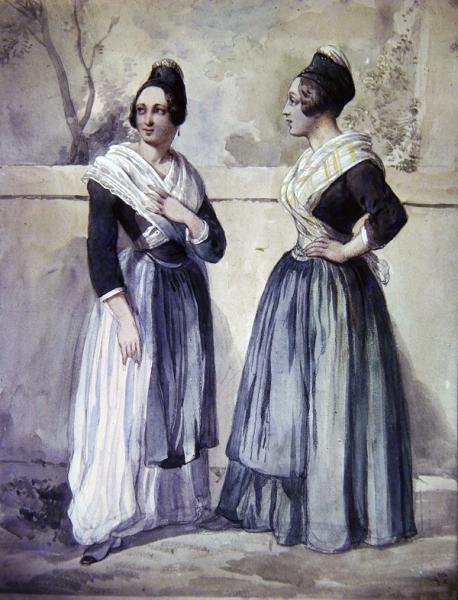
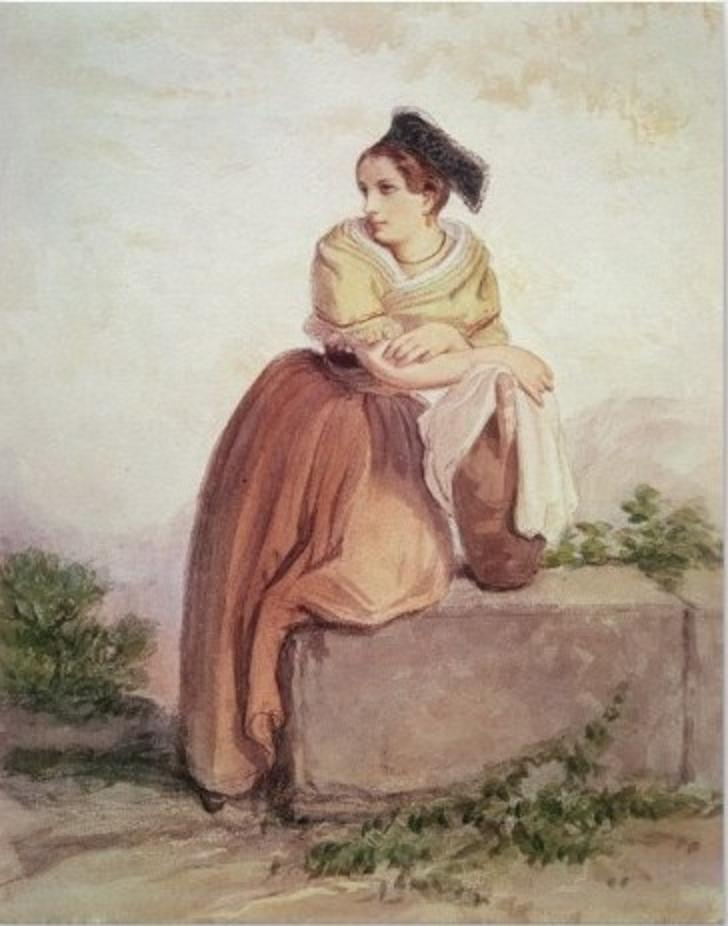
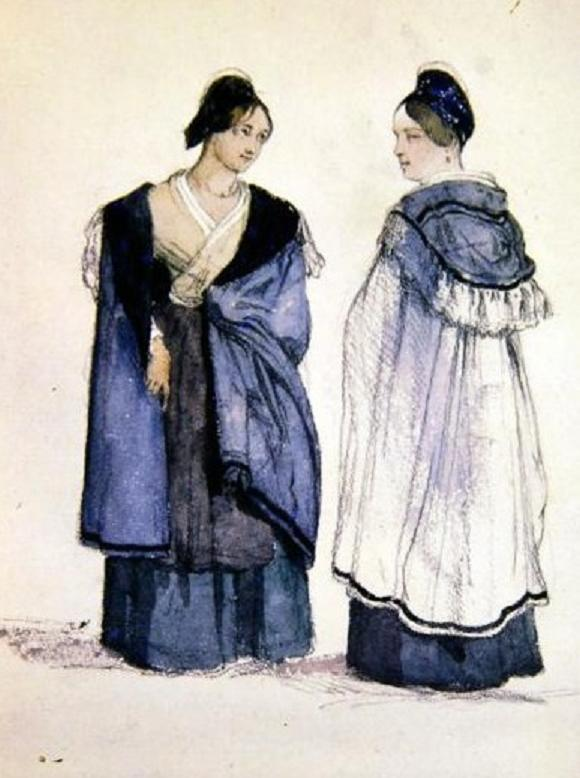

## Œuvres
- Vue de la Chartreuse de Valdemosa
- Comment l'art embellit la nature
- Deux profils de jeunes filles
- Études de rochers
- La tour des pins vue du jardin des plantes (1859)
- La tour des pins
- Portrait de jeune fille (1861)

- Portraits de musiciens, dessins aquarellés, Bibliothèque Inguimbertine de Carpentras